# Schloss Hohenstaffing

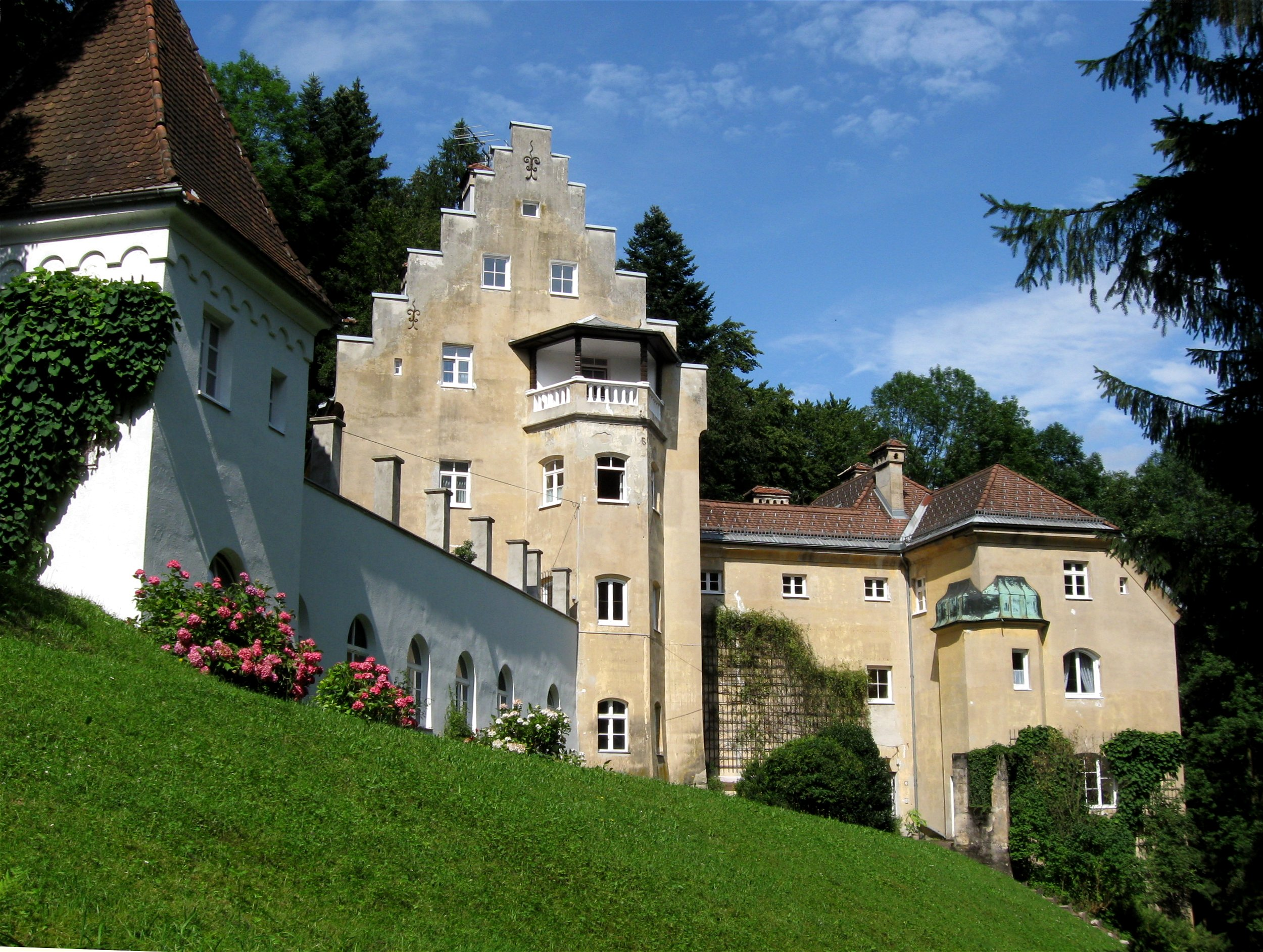
Schloss Hohenstaffing

Schloss Hohenstaffing stellt etwa ein Fünftel eines um die Jahrhundertwende geplanten Hotelkomplexes auf dem Thierberg in Kufstein dar. Die „Endstücke“, auch unter Villa Reisch und Villa Lasne (benannt nach ihrem Architekten Otto Lasne) bekannt, waren zur Jahrhundertwende des 19. Jahrhunderts als Dependancen des gigantischen Hotelkomplexes vorgesehen. Letztlich ließen es aber die Zeitumstände und Finanzierbarkeit nicht zu, das vollständige Projekt zu verwirklichen.